# Fabergé-tojások

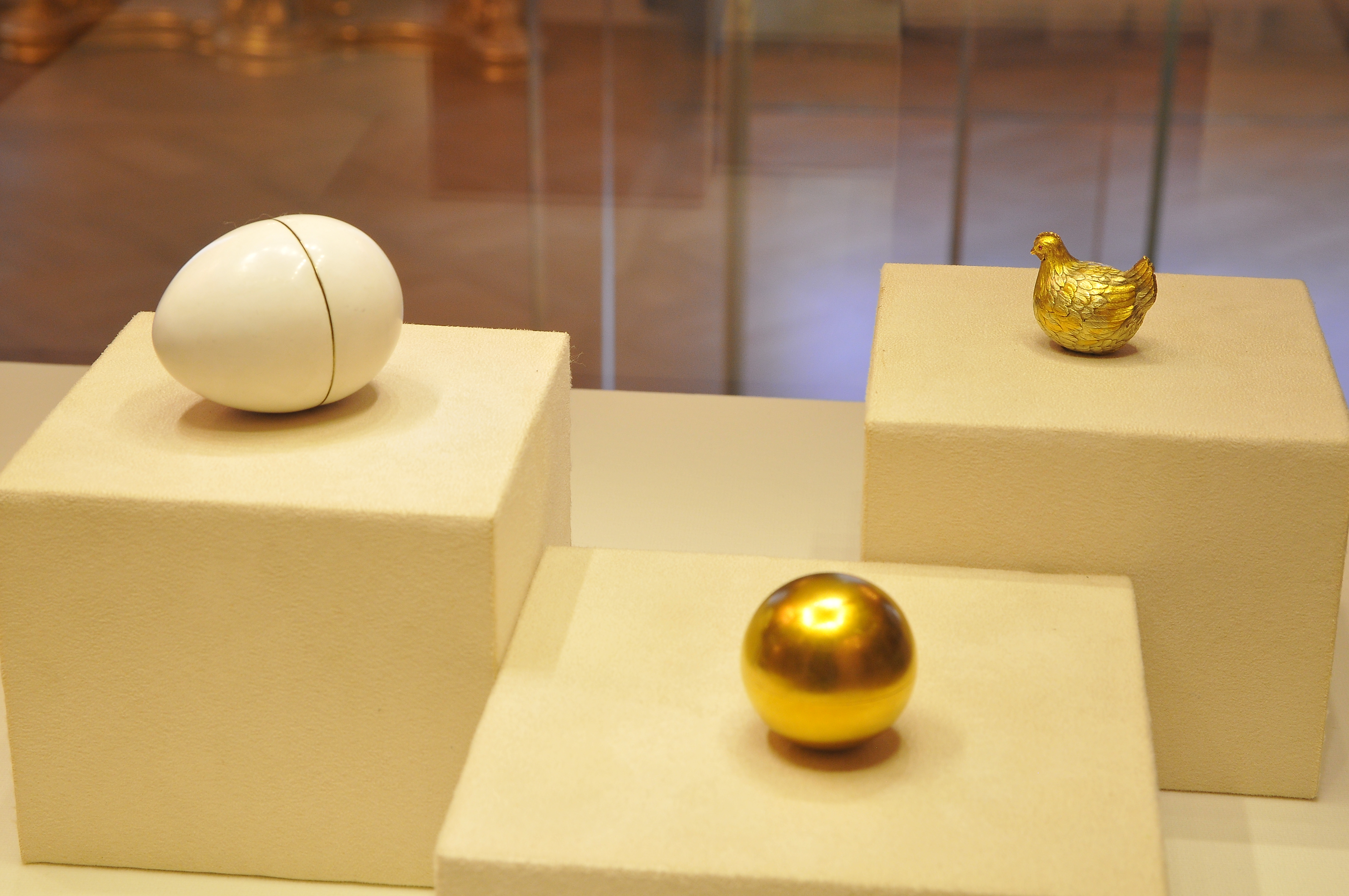
Az első Fabergé-tojás, a sárgája, és a tyúk

A Fabergé-tojások ékszerekkel kirakott és zománcozott húsvéti dísztojások, amelyeket Peter Carl Fabergé francia származású orosz ékszerész készített 1885 és 1917 között III. Sándor és II. Miklós orosz cár megrendelésére. Az 52 „cári” Fabergé-tojást az ékszerművészet abszolút legjobbjainak tekintik. Ezenkívül vannak még nem cári megrendelésre gyártott tojások is. Ezek nem egyediek hanem meglévő cári tojások másolatai és kivitelezésük sem olyan aprólékos.

## Története

### Háttere

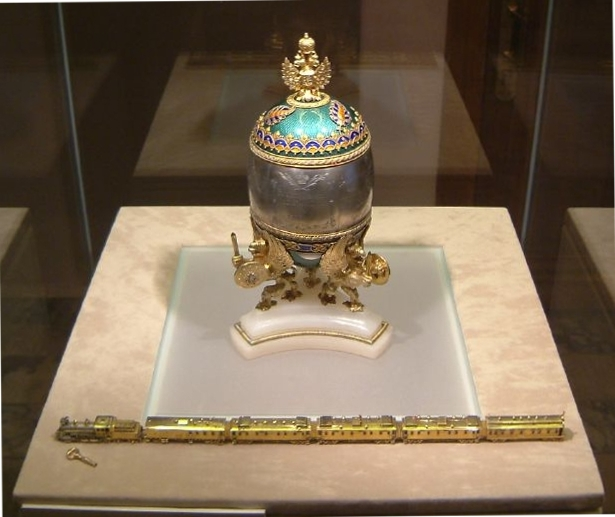
Transzszibériai vasút tojás

Az első tojást Fabergé és aranyművesei készítették 1885 húsvétjára III. Sándor orosz cár megbízásából, aki húsvéti ajándéknak szánta a felesége, Marija Fjodorovna számára. Kívülről egy egyszerű, zománcozott fehér tojás volt, de kinyitásakor a színarany sárgája tűnt elő. A sárgájában egy aranyozott tyúk volt s abban egy kis cári korona.
A cárné annyira megszerette a tojást, hogy a cár Fabergét nevezte ki királyi udvari szállítónak. Egyben azt a feladatot is kapta, hogy minden húsvétra egy új tojást készítsen a cárnénak, de ezek egyediek legyenek és meglepetést is tartalmazzanak. 
II. Miklós folytatta a hagyományt. Feleségének Alekszandra Fjodorovnának és anyjának az özvegy cárnénak húsvétkor minden évben egy-egy Fabergé-tojást adott ajándékba.

### Gyártása és változatai
A Fabergé-üzlet virágzott és a tojástervezés majdnem egy évig tartott. Amint eldöntötték a témát, ékszerészek tucatja vette kézbe a tojásgyártást.
A tojások témája és kinézete nagyon változatos volt. Ilyen volt például, a cár azon kívánságára, hogy meglepetés is legyen benne, az 1900-as Transzszibériai vasút tojás. A külsejét egy szürke semmitmondó sáv a vasút térképével dominálta. A belső rész ellenben csillogó volt, egy tiszta aranyból készült kis vonat formájában.

### A forradalom után
Összesen 57 tojást készítettek, és az egyetlen amely kikerült Oroszországból az, amelyiket Marija Fjodorovna vitt magával, 1918-ban. A többi tojásról megfeledkeztek az 1917-es forradalom zűrzavarában. Néhány tojást elloptak a fosztogatók, míg a többit a Kreml pincéjében helyezték el.
Az 1930-as években Sztálin tizennégy tojást értékesített nyugati aukciós házakban keményvaluta-szerzés céljából.

### A jelen
2006-ban csak 21 tojás volt Oroszországban amelyek a moszkvai Kreml Múzeum részét képező Fegyvertárban vannak kiállítva. Viktor Vekszelberg oligarcha 2004-ben megvásárolt kilenc tojást és ezek ugyanazon év júliusában visszakerültek Oroszországba. A Virginiai Szépművészeti Múzeum, a New Orleans-i Művészeti Múzeum és néhány más múzeum rendelkezik Fabergé-tojásokkal. Négy tojás magángyűjtők tulajdonában van és hét tojás sorsa ismeretlen.
Manapság számos vállalat kínál ügyfeleinek „Fabergé-tojást”, eredeti ihletésű tojásokat.

## Ismertebb tojások

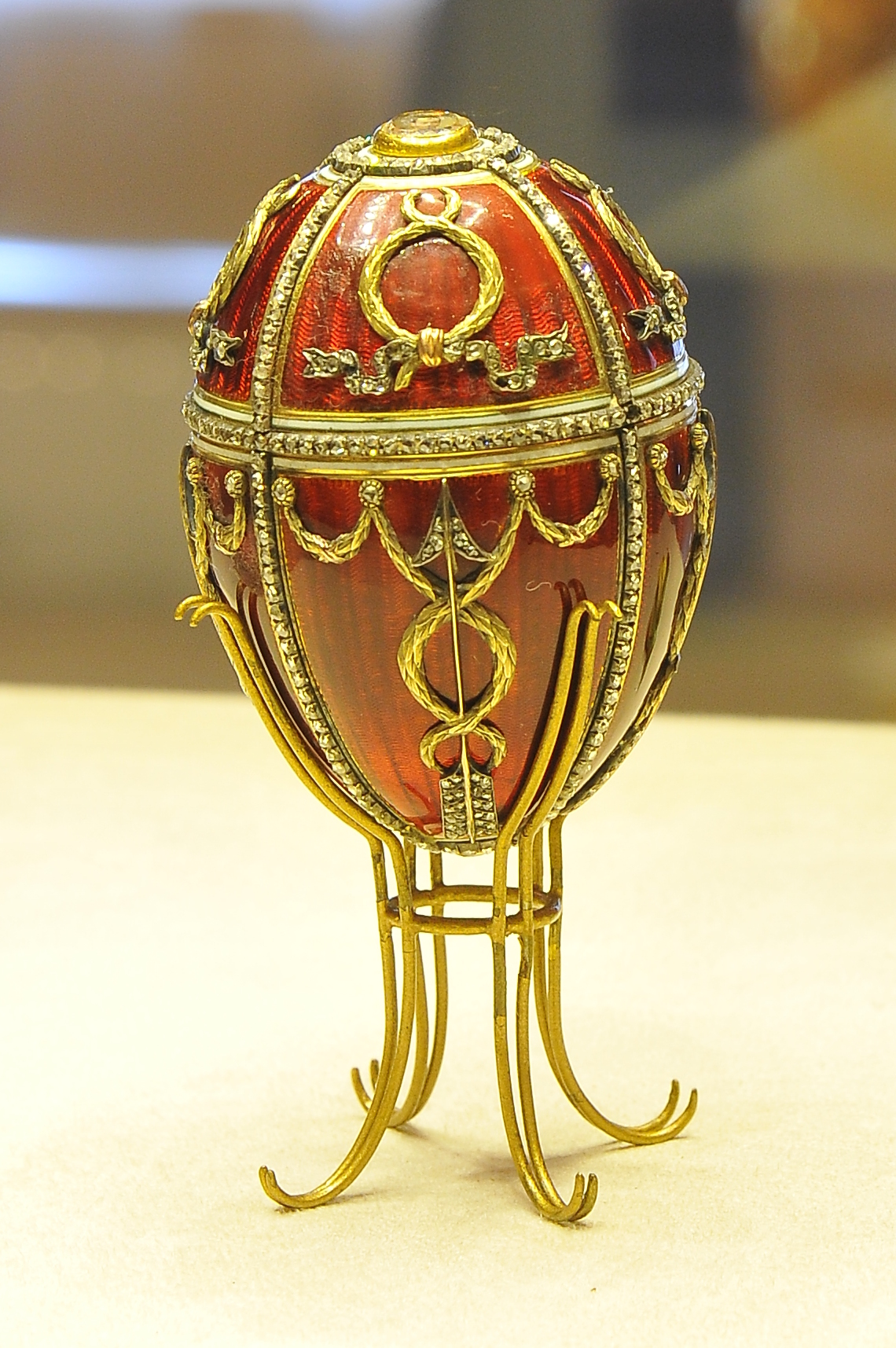
Rózsabimbó
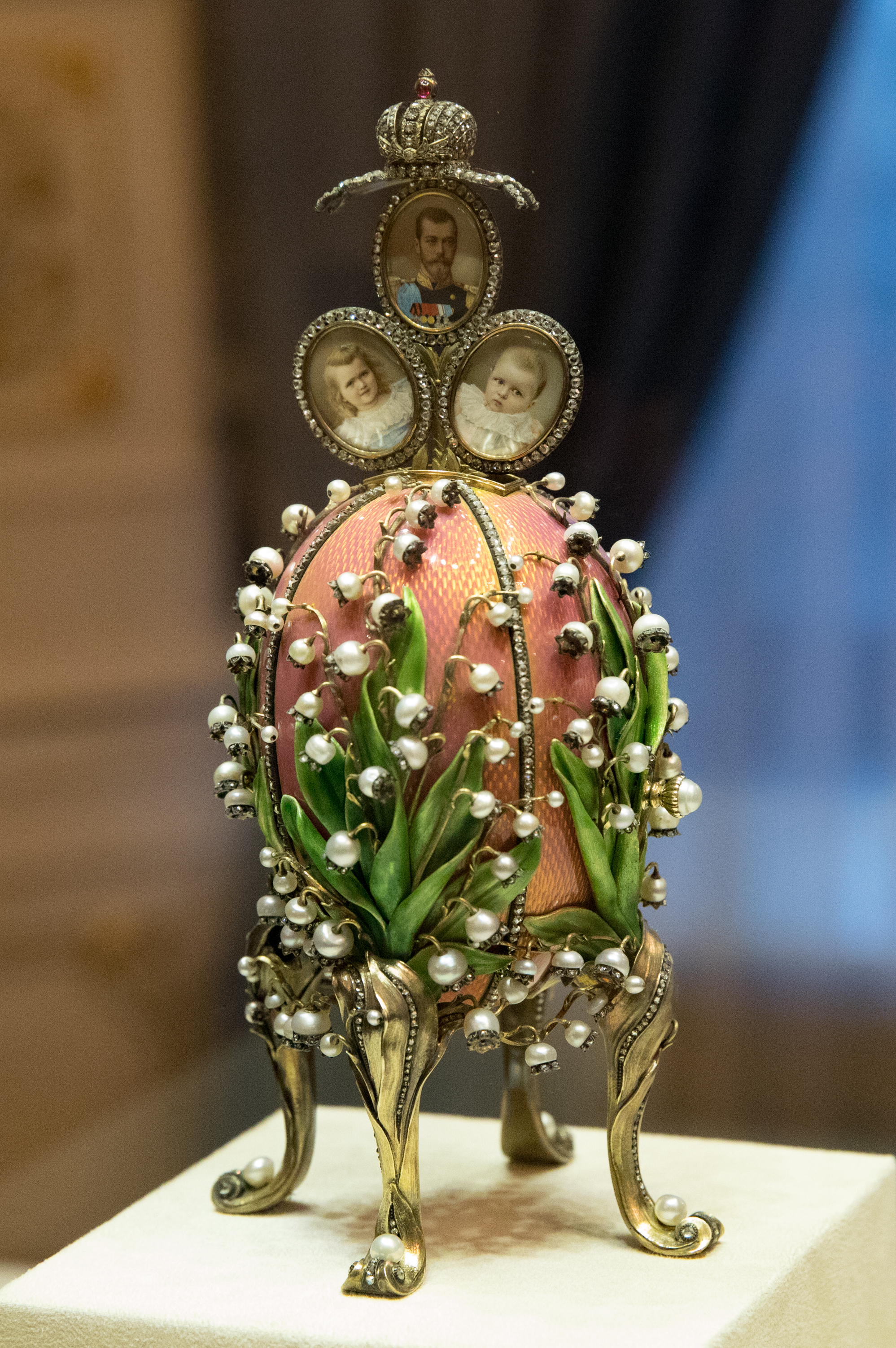
Gyöngyvirág
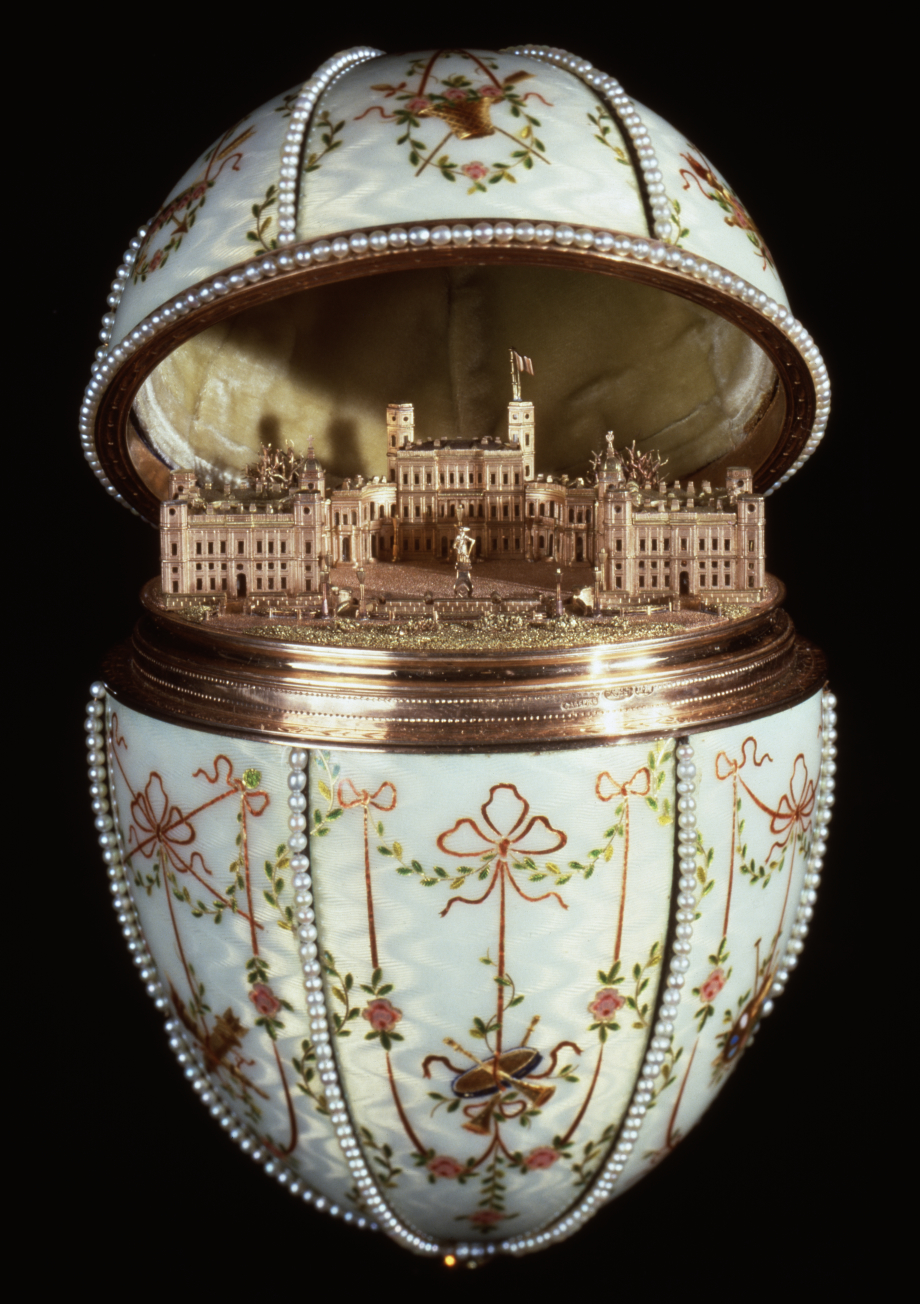
Gatcsina-palota
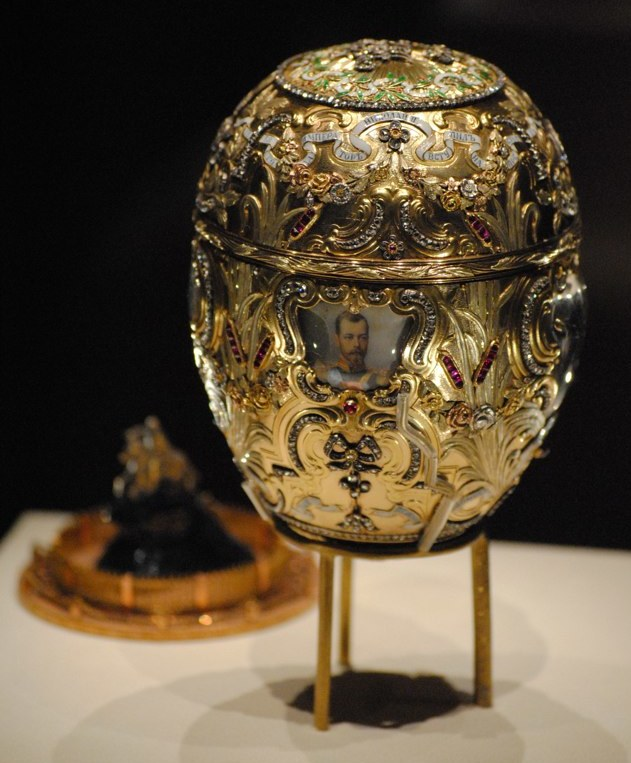
Nagy Péter
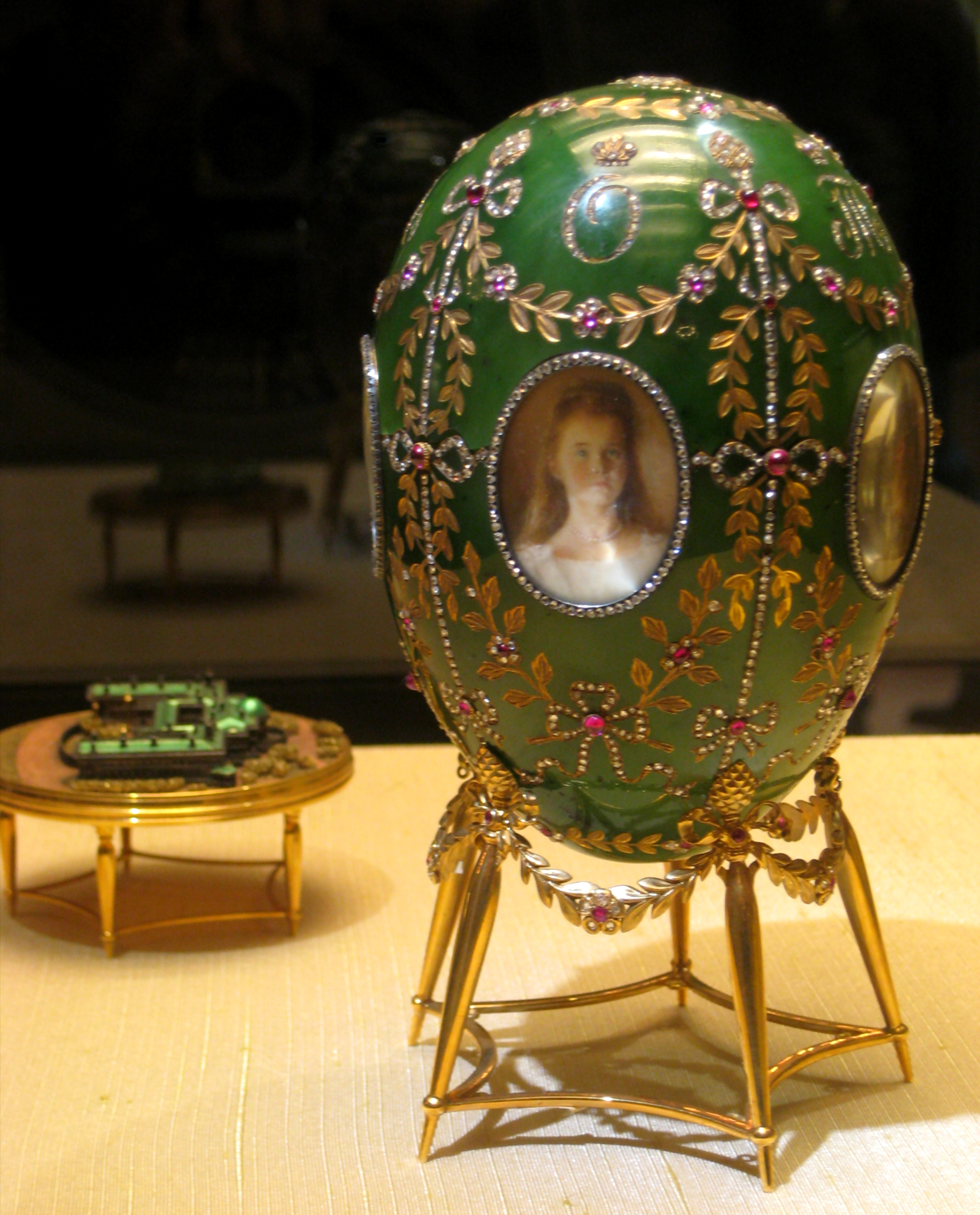
Sándor-palota
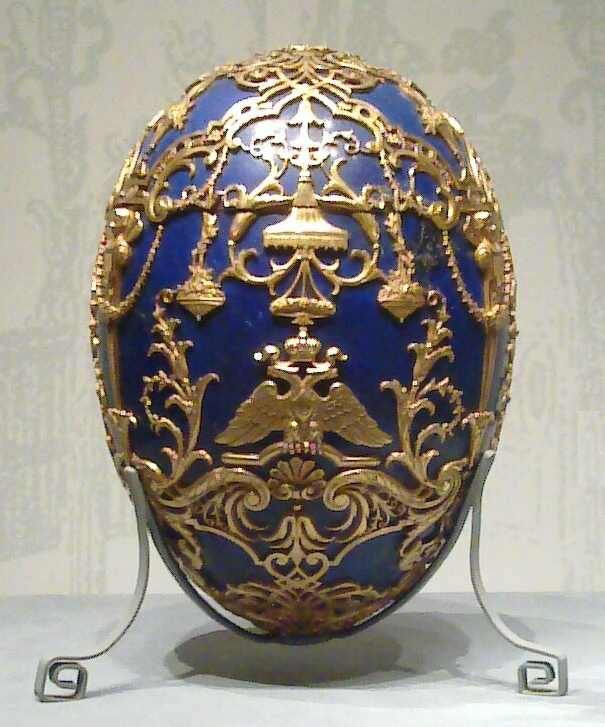
Trónörökös
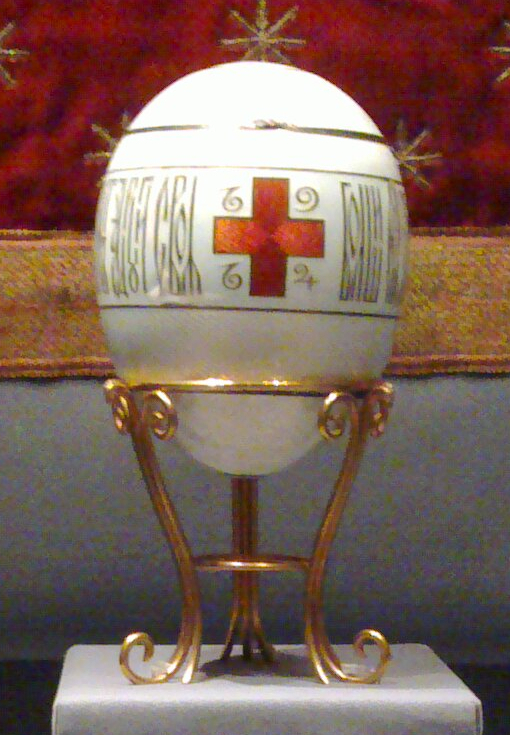
Vöröskereszt
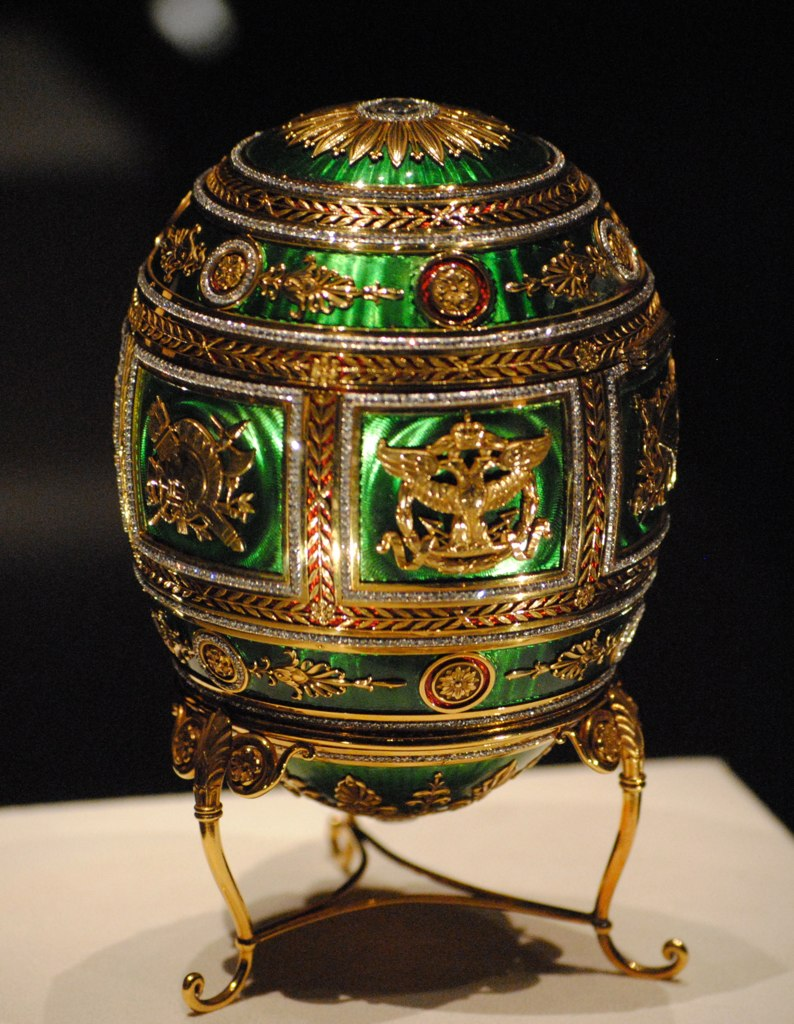
Napóleoni
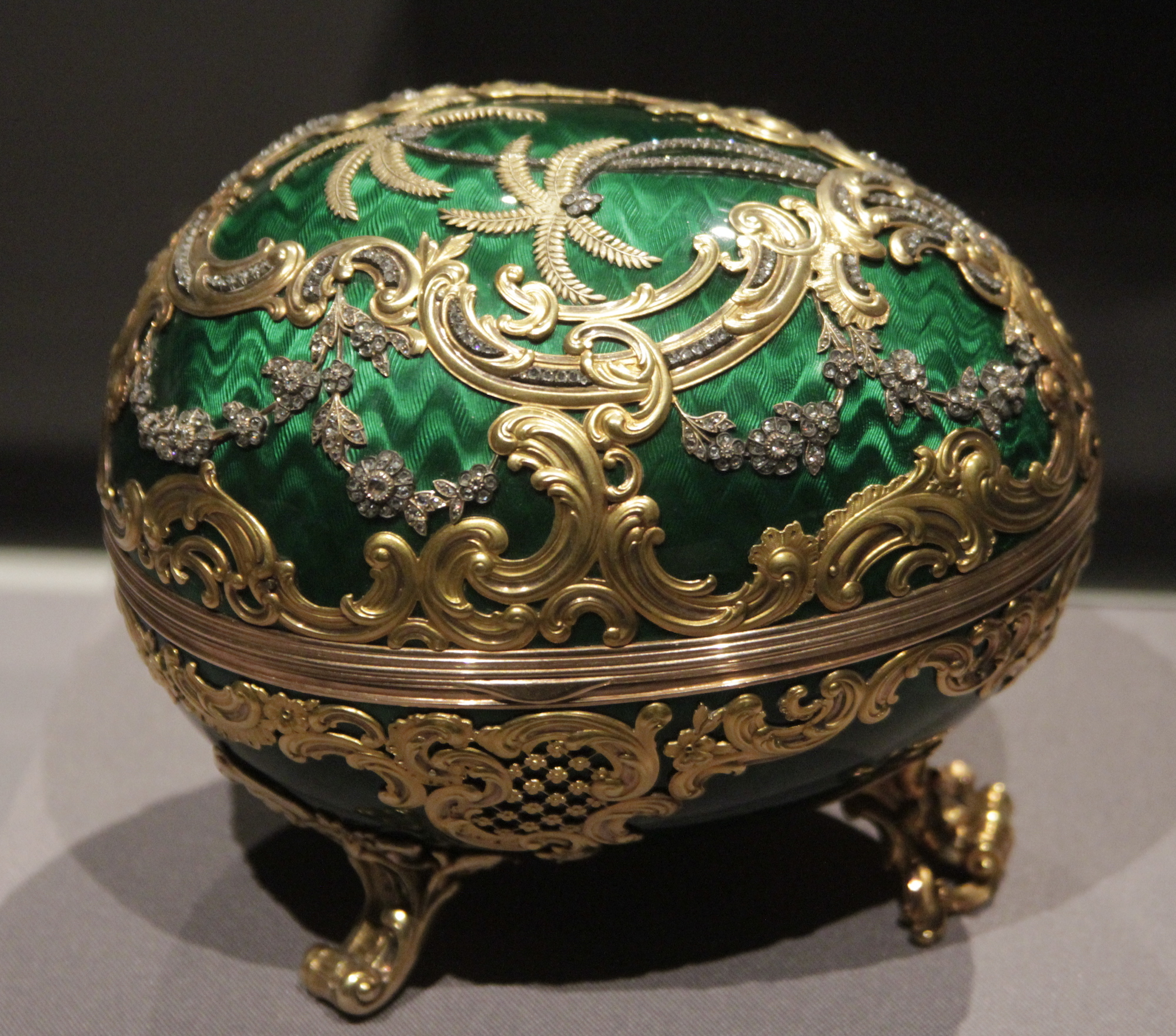
Kagylódísz (nem cári)

## Fordítás
- Ez a szócikk részben vagy egészben  a   Fabergéägg című svéd Wikipédia-szócikk fordításán alapul.  Az eredeti cikk szerkesztőit annak laptörténete sorolja fel. Ez a jelzés csupán a megfogalmazás eredetét és a szerzői jogokat jelzi, nem szolgál a cikkben szereplő információk forrásmegjelöléseként.
- Ez a szócikk részben vagy egészben  a   Fabergé egg című angol Wikipédia-szócikk fordításán alapul.  Az eredeti cikk szerkesztőit annak laptörténete sorolja fel. Ez a jelzés csupán a megfogalmazás eredetét és a szerzői jogokat jelzi, nem szolgál a cikkben szereplő információk forrásmegjelöléseként.